# Renato Cristin
Renato Cristin (* 1958) ist ein italienischer Philosoph.

## Leben
Er lehrt als Professor der Philosophie an der Universität Triest und war Direktor des Italienischen Kulturinstituts Berlin (2003–2006).
Seine Forschungsschwerpunkte sind Leibniz-Forschung, Kulturphilosophie, Phänomenologie und Hermeneutik.

## Schriften (Auswahl)
- mit Sandro Fontana: Europa al plurale. Filosofia e politica per l'unità europea. Venedig 1997, ISBN 88-317-6637-6.
- Heidegger and Leibniz. Reason and the path. Dordrecht 1998, ISBN 0-7923-5137-1.
- Fenomeno storia. Fenomenologia e storicità in Husserl e Dilthey. Neapel 1999, ISBN 88-7188-329-2.
- La rinascita dell'Europa. Husserl, la civiltà europea e il destino dell'Occidente. Rom 2001, ISBN 88-7989-614-8.

| Personendaten    | Personendaten           |
| ---------------- | ----------------------- |
| NAME             | Cristin, Renato         |
| KURZBESCHREIBUNG | italienischer Philosoph |
| GEBURTSDATUM     | 1958                    |